# 馬納區

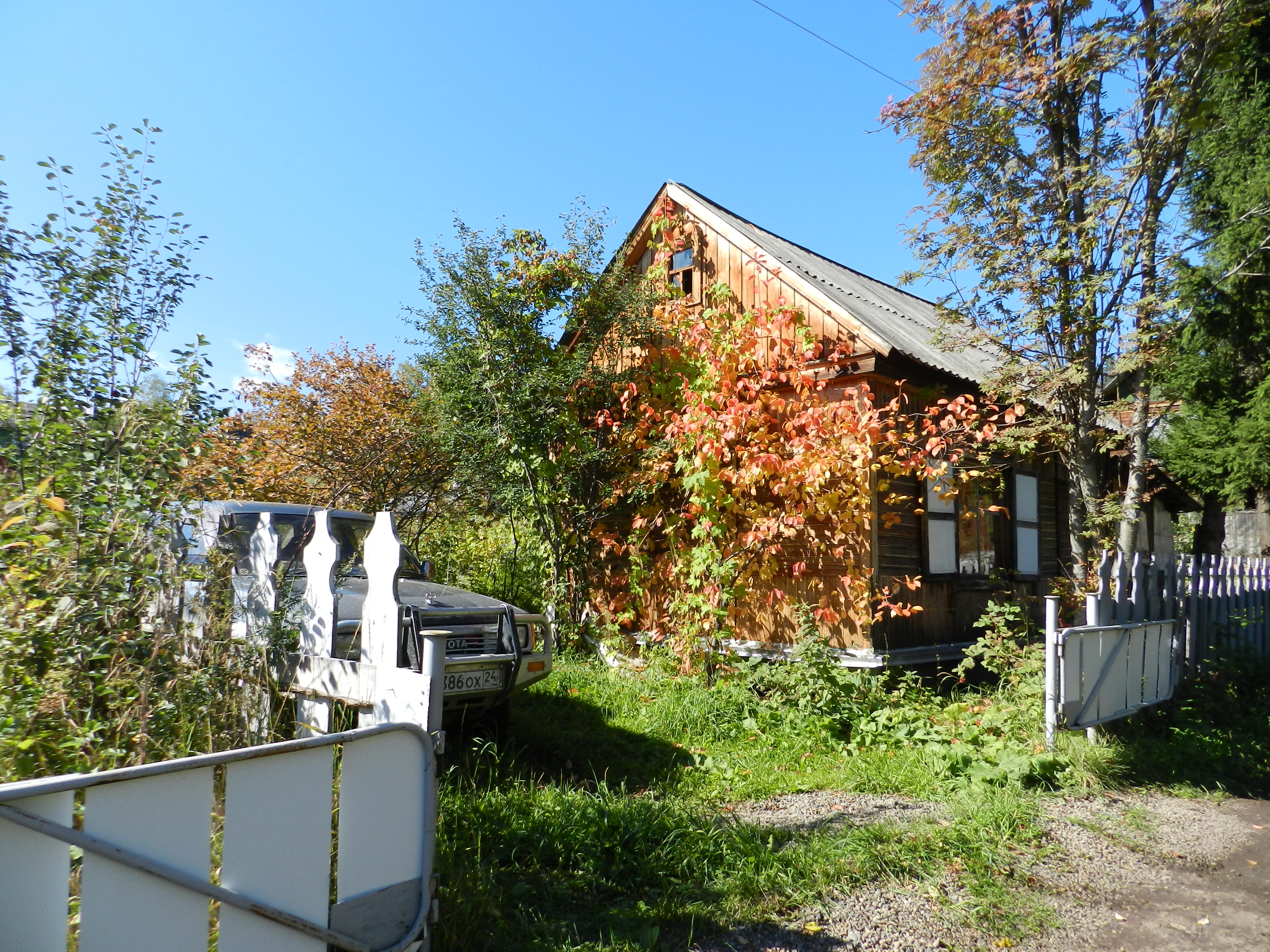

55°43′16″N 93°45′43″E / 55.72111°N 93.76194°E
馬納區（俄语：Манский район），是俄羅斯的一個區，位於該國中部，由克拉斯諾亞爾斯克邊疆區負責管轄，始建於1924年4月4日，面積5,976平方公里，2010年人口16,077，人口密度每平方公里2.69人。